# Bagh
Bagh è una suddivisione dell'India, classificata come census town, di 7.415 abitanti, situata nel distretto di Dhar, nello stato federato del Madhya Pradesh. In base al numero di abitanti la città rientra nella classe V (da 5.000 a 9.999 persone).

## Geografia fisica
La città è situata a 22° 22' 0 N e 74° 46' 0 E e ha un'altitudine di 239 m s.l.m..

## Società

### Evoluzione demografica
Al censimento del 2001 la popolazione di Bagh assommava a 7.415 persone, delle quali 3.766 maschi e 3.649 femmine. I bambini di età inferiore o uguale ai sei anni assommavano a 1.204, dei quali 616 maschi e 588 femmine. Infine, coloro che erano in grado di saper almeno leggere e scrivere erano 4.657, dei quali 2.671 maschi e 1.986 femmine.